# Sermon (duque)

Voivodato de Sermon.

Sermon (en búlgaro y serbio cirílico: Сермон) fue un voivoda (duque) de Sirmia en el siglo XI  y un gobernador local del Primer Imperio Búlgaro, vasallo del emperador búlgaro Samuel. Su capital probablemente estaba en Sirmio (la moderna Sremska Mitrovica, Serbia), donde acuñaba sus propias monedas de oro.

## Historia
Después que el Primer Imperio Búlgaro fuese derrotado por el Imperio bizantino, Sermon fue el último señor búlgaro que se negó a colaborar con las nuevas autoridades bizantinas. Dado que Sermon se mostró reacio a reconocer la suprema autoridad del emperador bizantino, este ordenó a su gobernador de Belgrado, Constantino Diógenes, subyugar a Sermon.
Sin embargo, Diógenes invitó a Sermon a una reunión en el estuario del río Sava en el Danubio, y allí mató al duque de Sirmia en el barco. Después de esto, Diógenes gobernó Sirmia como duque hasta 1028.

## Arqueología
Tres monedas de oro acuñadas por Sermon se han encontrado cerca de Novi Sad, en un viñedo en Petrovaradin, lo que significa que esta área estaba también bajo su dominio. Estas monedas se conservan hoy en el Museo de la Ciudad de París, donde han sido etiquetadas como monnaies d'or d'Bulgare sin chef du siècle XI, Sermon gouverneur de Sirmium (las monedas de oro del gobernante búlgaro del siglo XI, Sermon, el gobernador de Sirmia). La inscripción en las monedas está escrita en griego medieval, y reza: «Señora, por favor ayuda a Sermon, el duque».